# بکهر بار
بکهر بار (به انگلیسی: Bakhar Bar) یک روستا در پاکستان است که در پنجاب واقع شده‌است.